# Telenomus strelzovi
Telenomus strelzovi is een vliesvleugelig insect uit de familie van de Scelionidae. De wetenschappelijke naam van de soort is voor het eerst geldig gepubliceerd in 1949 door Vasiliev.